# Jux-Polka
Die Jux-Polka ist eine Polka von Johann Strauss (Sohn) (op. 17). Das Werk wurde am 24. Januar 1846  im Sträußl-Saal, im Gebäude des Theaters in der Josefstadt in Wien erstmals aufgeführt.